# Roberto Russo (regista)
Roberto Russo (Roma, 28 settembre 1947) è un regista, sceneggiatore e fotografo italiano.

## Biografia
Inizialmente fotografo di scena, nel 1984 ha vinto il David di Donatello come miglior regista emergente per l'opera prima Flirt (1983), storia di una coppia di mezza età che l'immaginazione dell'uomo rende un ménage à trois; la protagonista femminile è Monica Vitti, sua compagna nella vita. Russo ha diretto l'attrice anche in Francesca è mia (1986), sceneggiato da entrambi in collaborazione con Vincenzo Cerami, che racconta di un amour fou possessivo e devastante. Per i suoi due film ha affidato le musiche a cantautori italiani: il primo a Francesco De Gregori, il quale compose per l'occasione il mini-LP La donna cannone; il secondo a Tullio De Piscopo.

## Vita privata
Ha sposato Monica Vitti il 28 settembre 2000 a Roma, in Campidoglio, dopo 17 anni di fidanzamento. I due sono rimasti insieme fino alla morte di lei, avvenuta il 2 febbraio 2022.

## Filmografia
- Flirt (1983)
- L'addio a Enrico Berlinguer (1984) - documentario collettivo
- Francesca è mia (1986)

## Premi e riconoscimenti
- David di Donatello per il miglior regista esordiente (1984)